# Cantherhines multilineatus
Cantherhines multilineatus és una espècie de peix de la família dels monacàntids i de l'ordre dels tetraodontiformes.

## Morfologia
- Els mascles poden assolir 26 cm de longitud total.[4][5]

## Hàbitat
És un peix marí, de clima temperat i demersal.

## Distribució geogràfica
Es troba a l'Índic i l'oest del Pacífic.

## Observacions
És inofensiu per als humans.